# Ngrejeng (Grabagan)
Ngrejeng is een bestuurslaag in het regentschap Tuban van de provincie Oost-Java, Indonesië. Ngrejeng telt 2455 inwoners (volkstelling 2010).